# Жовтий Яр
Жовтий Яр — село Дивізійської сільської громади, у Білгород-Дністровському районі Одеської області України. Населення становить 772 осіб.

## Історія
Назви поселення, що знайдені на історичних картах різного часу:
- 1792 — турецько-татарське поселення Еникей[2].

## Населення
Згідно з переписом УРСР 1989 року чисельність наявного населення села становила 786 осіб, з яких 361 чоловік та 425 жінок.
За переписом населення України 2001 року в селі мешкало 769 осіб.

### Мова
Розподіл населення за рідною мовою за даними перепису 2001 року:
| Мова       | Відсоток |
| ---------- | -------- |
| українська | 90,67 %  |
| молдовська | 6,48 %   |
| російська  | 2,20 %   |
| болгарська | 0,52 %   |
| циганська  | 0,13 %   |